# Schobertsberg
Schobertsberg ist ein Gemeindeteil der Gemeinde Mistelgau im Landkreis Bayreuth (Oberfranken, Bayern). Schobertsberg liegt in der Gemarkung Creez.

## Geografie
Die Einöde liegt am Fuße des Schobertsbergs (543 m ü. NHN, 0,4 km südöstlich). Ein Anliegerweg führt nach Schobertsreuth (0,6 km südwestlich).

## Geschichte
Von 1797 bis 1810 unterstand der Ort dem Justiz- und Kammeramt Bayreuth. Mit dem Gemeindeedikt wurde Schobertsberg dem 1812 gebildeten Steuerdistrikt Pettendorf und der im gleichen Jahr gebildeten Ruralgemeinde Schobertsreuth zugewiesen. Mit dem Gemeindeedikt von 1818 erfolgte die Umgemeindung nach Creez. Am 1. April 1971 wurde Schobertsberg im Zuge der Gebietsreform in Bayern in die Gemeinde Mistelgau eingegliedert.

### Einwohnerentwicklung
| Jahr      | 001819 | 001822 | 001861 | 001871 | 001885 | 001900 | 001925 | 001950 | 001961 | 001970 | 001987 |
| Einwohner | 9      | *      | †      | 14     | 8      | 6      | 10     | 4      | 0      | 0      | 1      |
| Häuser    |        | *      |        |        | 1      | 1      | 1      | 1      | 1      |        | 1      |
| Quelle    | [ 8 ]  | [ 5 ]  | [ 9 ]  | [ 10 ] | [ 11 ] | [ 12 ] | [ 13 ] | [ 14 ] | [ 15 ] | [ 16 ] | [ 1 ]  |

## Religion
Schobertsberg ist evangelisch-lutherisch geprägt und nach St. Bartholomäus (Mistelgau) gepfarrt.